# Sakajärvi (ort)
Sakajärvi är en ort i Gällivare kommun, Norrbottens län.
Orten ligger längs E10:an, söder om Gällivare och intill sjön Sakajärvi. Vid folkräkningen 1890 hade byn 36 invånare och i augusti 2016 fanns det enligt Ratsit 28 personer över 16 år registrerade med Sakajärvi som adress. I januari 2012 fanns det åtta boende i byn. I april 2016 meddelade Boliden att de ville tömma byarna Sakajärvi och Liikavaara, preliminärt angivet till åren 2020 respektive 2023. Detta beror på att Boliden vill utvidga Aitikgruvan som även kommer påverka byn Laurajärvi. 2024 tömdes de tre byarna som numera är obefolkade.